# Clifford Mishler
Clifford Leslie Mishler (né le 11 août 1939) est un auteur et numismate américain. Il est président de l'American Numismatic Association.

## Jeunesse
Mishler est né à Vandalia, dans le Michigan, et fréquente l'université Northwestern.

## Carrière
Mishler esg engagé par Krause Publications (en) en 1963 en tant que rédacteur adjoint pour Numismatic News avant d'être promu rédacteur en chef de 1964 à 1966,. Il devient éditeur de toutes les publications numismatiques de 1966 à 1975, éditeur de toutes les publications de 1975 à 1988, et est nommé vice-président exécutif de 1975 à 1988, vice-président senior de 1988 à 1990. Il est nommé président de Krause Publications le 1er janvier 1991. Avec Chester Krause, Mishler crée le système de numérotation « Krause-Mishler » utilisé dans le Standard Catalog of World Coins.
Avant d'être engagé par Krause Publications, Mishler travaille comme charpentier à Vandalia de 1959 à 1962. Au cours de cette période, il émet trois « médailles de l'art historique » : En 1959, une médaille commémorative de l'état d'Alaska-Hawaii, limitée à 1 939 pièces émises dans huit métaux ou finitions différents ; en 1961, une médaille commémorative de la guerre de Sécession est émise avec 1 000 pièces en argent sterling et mille autres en cuivre oxydé, et l'année suivante, une médaille en l'honneur de John Glenn et des frères Wright, avec 1 000 pièces frappées en argent sterling.
Mishler est l'un des membres fondateurs de la Token and Medal Society (en) en 1960. En 1976, il écrit Coins : Questions and Answers (Questions et réponses) avec Carl Allenbaugh, qui est réédité plusieurs fois par la suite.
Mishler joue un rôle important dans la vente des dollars Morgan de Carson City provenant du trésor de la GSA et siège à la commission d'analyse des États-Unis en 1973. Il fait pression avec succès pour que les dollars Eisenhower en argent à 40 % soient émis pour les collectionneurs de 1971 à 1978. Ses efforts contribuent également contribué à la création des pièces de 25 cents, de 50 cents et de 1 dollar du bicentenaire (en) en 1975-1976.
Il est président de l'American Numismatic Association de 2009 à 2011. 
Il est toujours écrivain numismatique actif, écrivant des colonnes On The Scene pour Numismatic News à partir de 2020.

## Distinctions
Mishler reçoit plusieurs récompenses, notamment le prix du service méritoire des numismates du Wisconsin en 1972, le prix d'excellence de la Society for International Numismatics en 1981, la médaille du mérite de l'ANA en 1983, le prix commémoratif Farran Zerbe en 1984 et le prix commémoratif Glen Smedley en 1991. Il est membre à vie de l'American Numismatic Association et membre à vie de l'American Numismatic Society. Il est nommé numismate de l'année en 2002 et, en 2004, il est intronisé au Panthéon de la numismatique de l'ANA. Il reçoit également le Burnett Anderson Memorial Award for Excellence in Numismatic Writing en 2005.
En 2021, Mishler est désigné comme l'une des personnes les plus influentes du monde de la numismatique.

## Vie privée
Mishler est marié à Sandra Rae Knutson en 1963 jusqu'à sa mort en 1972. Il épouse Sylvia Mae Doyle le 27 février 1976 et a trois filles.